# Woman of the Year
Woman of the Year is een film uit 1942 onder regie van George Stevens. Spencer Tracy en Katharine Hepburn spelen de hoofdrollen. De film won één Oscar uit twee nominaties.

## Verhaal
Tess Harding is een correspondent voor een krant van New York. Ze wordt verliefd op Sam Craig, een columnist. Een romance bloeit op en het duurt niet lang voor ze elkaar het jawoord geven. Maar net zo snel blijkt het huwelijk niet werkt. Tess heeft te veel politieke verantwoordelijkheden en zet haar carrière boven haar huwelijk. Sam wil echter dat Tess een huisvrouw wordt.
Als Tess bekendmaakt dat het tijd wordt om kinderen te krijgen, denkt Sam eindelijk het huwelijk te krijgen waar hij altijd al naar verlangd heeft. Ze besluit echter een Grieks weeskind te adopteren, iets wat Sam niet bevalt. Hij is het zat en vraagt een scheiding aan. Eenmaal uit elkaar, beseffen ze dat ze niet meer zonder elkaar kunnen leven.

## Rolverdeling
| Acteur            | Personage          |
| ----------------- | ------------------ |
| Spencer Tracy     | Sam Craig          |
| Katharine Hepburn | Tess Harding       |
| Fay Bainter       | Ellen Whitcomb     |
| Reginald Owen     | Clayton            |
| Minor Watson      | William J. Harding |
| William Bendix    | 'Pinkie' Peters    |

## Achtergrond
George Stevens besloot voor de film Katharine Hepburn tegenover Spencer Tracy in te zetten. Dit was een gewaagde keuze, aangezien Hepburn destijds bekendstond als een feminist en Tracy conservatief was. De film werd echter geprezen om de chemie tussen de twee. Ze zouden nog regelmatig gekoppeld worden en maakten uiteindelijk samen negen films.
De film werd genomineerd voor twee Oscars en won er een in de categorie Beste Scenario. Hepburn werd genomineerd in de categorie "Beste Actrice", maar verloor van Greer Garson in Mrs. Miniver (1942).

## Prijzen en nominaties
| jaar | prijs | categorie                     | genomineerde(n)                 | uitslag     |
| ---- | ----- | ----------------------------- | ------------------------------- | ----------- |
| 1943 | Oscar | Beste scenario                | Michael Kanin, Ring Lardner Jr. | gewonnen    |
| 1943 | Oscar | Beste actrice in een hoofdrol | Katharine Hepburn               | genomineerd |